# آوگوستوف
آوگوستوف (به لهستانی:  Augustów) یک منطقهٔ مسکونی در لهستان است که در شهرستان اوگوستوف واقع شده‌است. اوگوستوو ۸۰٫۹۳ کیلومتر مربع مساحت و ۳۰٬۸۰۲ نفر جمعیت دارد.